# Фьезоле
Фье́золе (итал. Fiesole) — город в области Тоскана, в провинции Флоренция, Италия.
Фьезоле расположен на расстоянии 5 км к северо-востоку от Флоренции в живописной местности, на крутом холме над рекой Арно. Город богат произведениями искусства различных эпох.
С XIV века город всегда считался одним из самых эксклюзивных пригородов всей Флоренции и по статистике города и по сей день остается сегодня самым богатым городом во всей Тоскане. Тем не менее, в рейтинге 2017 года Лаятико опередил Фьезолу, став шестым самым богатым в Италии, и, соответственно, первым в Тоскане и Центральной Италии в целом.
Покровителем города считается святой Ромул из Фиезоле, празднование 6 июля.

## История
Фьезоле был основан этрусками предположительно в IX в. до н. э.—VIII в. до н. э. и носил название Фезулы (лат. Faesulae). Строительство городских стен, свидетельствующее о значимости города, было начато в V в. до н. э. и закончено в III в. до н. э.. Именно в то время, в 283 году до н. э., когда город был захвачен римлянами, Фезулы впервые упоминаются в письменных источниках. Здесь находилась знаменитая школа авгуров, и каждый год двенадцать юношей-римлян посылались сюда для изучения искусства предсказаний.
В 225 году до н. э. римляне потерпели у Фезул поражение от войск кельтов. В 217 году до н. э. в окрестностях города разбил свой лагерь Ганнибал во время Второй пунической войны.
Диктатор Сулла наделил землями во Фезулах своих ветеранов, которые позднее, в 63 году до н. э., под началом Гая Манлия приняли участие в заговоре Катилины.
Во времена правления цезаря Августа были сооружены театр и термы. В 405 году Фезулы стали местом победы Стилихона над остготами Радагайса. Во время Готских войн (536—553) город несколько раз был осажден. В 539 году Юстин II, византийский военачальник, завоевал Фезулы и разрушил его укрепления.
На протяжении нескольких веков это был независимый город, не менее могущественный, чем лежащая неподалёку Флоренция, и между этими городами периодически происходили войны. Так в 1010 и 1025 году город был разграблен, а в 1125 году флорентийцы окончательно завоевали и разрушили Фьезоле. На его высоких холмах лучшие семейства Флоренции построили свои виллы, сохранившиеся до наших дней.

## Достопримечательности

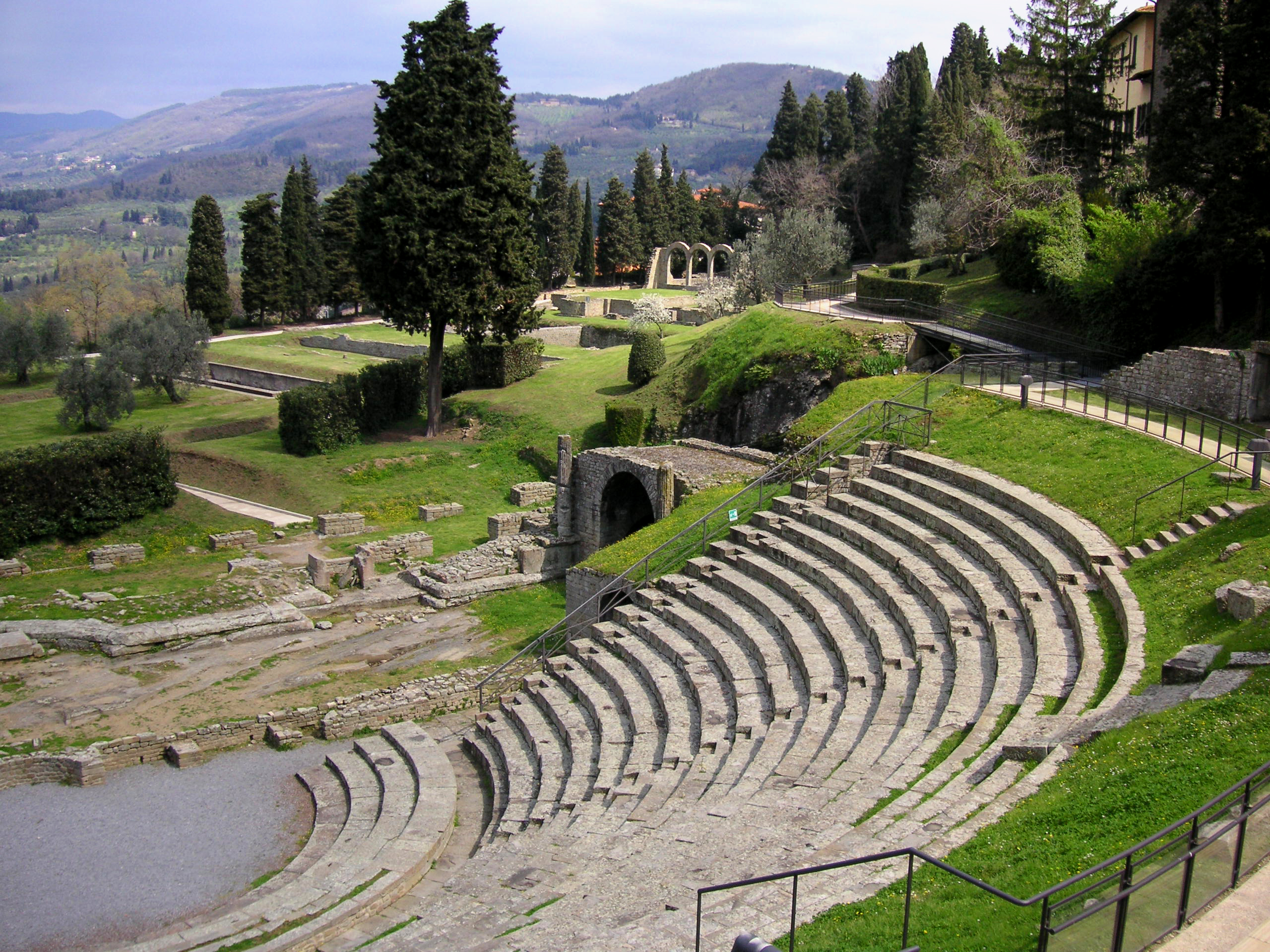
Римский театр I в. до н. э.

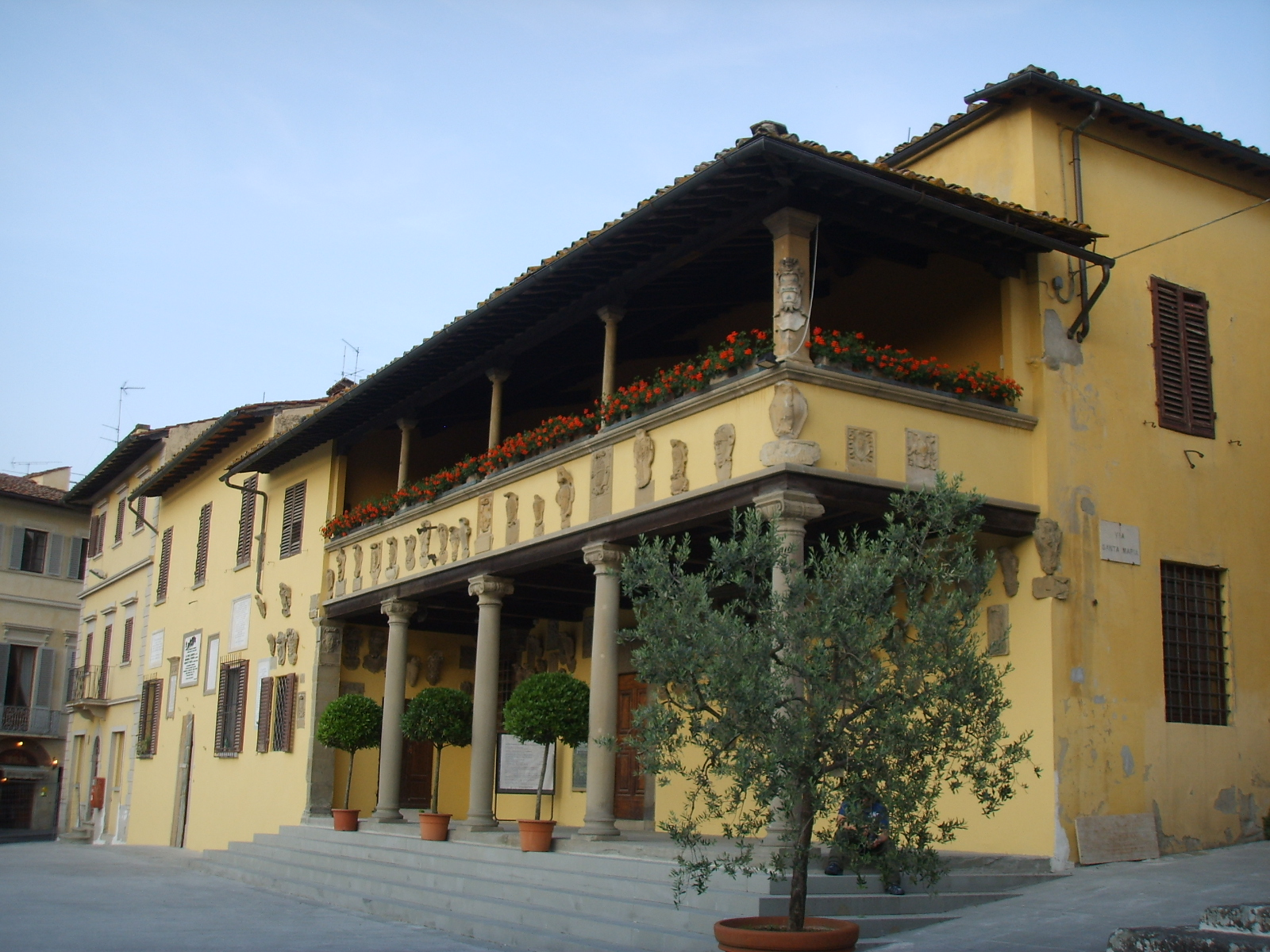
Дворец Преторио

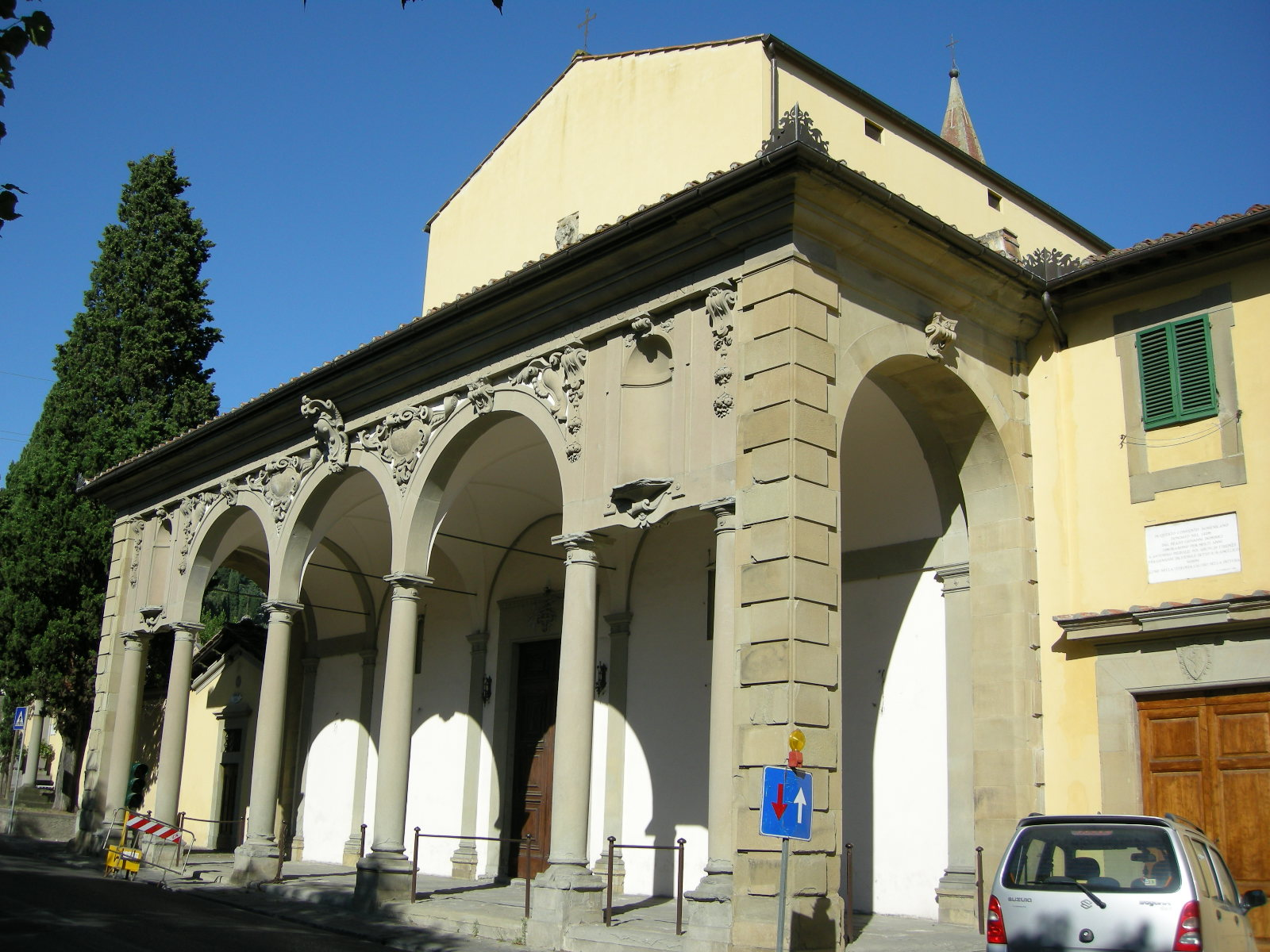
Монастырь Сан-Доменико

- Археологическая зона, включающая археологический музей, римский театр, построенный в I в. до н. э. на 3000 мест, римские термы, этрусско-римский храм и остатки городской стены.
- Собор Сан Ромоло на площади Мино да Фьезоле, построен в 1028 году епископом Джакопо Баваро из остатков более древних сооружений. Собор назван Сан Ромоло в честь мученика, первого епископа Фьезоле. Внутри находится капелла Салютати, украшенная фресками Козимо Росселли XV века, гробницы святых епископов Ромула и Доната, несколько скульптур работы Мино да Фьезоле. Затем здесь находилось аббатство, существовавшее до 1778 года. Собор был перестроен в XIII веке, а в 1883 году отреставрирован, он является одним из древнейших образцов тосканско-романского стиля.
- Епископский дворец постройки XI века. В нём жил и умер святой Андрей Корзини.
- Дворец Преторио
- Церковь Санта Мария Примерана 996 года, украшенная фресками Людовико Бути и двумя барельефами работы Франческо да Сангалло.
- Церковь Сан Алессандро с гробницей епископа и мученика святого Александра
- Монастырь Сан Франческо, XIV век, на вершине холма. В нём находится этнографический музей с коллекцией предметов культуры и быта этрусков, а также келья святого Бернардино Сиенского.
- Монастырь Сан Доменико (основан в 1406 году). В нём жил знаменитый живописец Фра Беато Анджелико (одна его картина украшает хор церкви) и святой Антоний Флорентийский. Нередко здесь заседала знаменитая Платоновская академия Медичи. Сейчас в монастыре располагается Европейский университет.
- Аббатство Бадиа-Фьезолана. В XV веке здесь жил Козимо Россели, а в XVIII веке располагалась первая в Европе сельскохозяйственная академия. Принадлежит Европейскому университету
- Вилла Медичи (1451—1457)
- Вилла Пальмьери — здесь спасались от чумы герои «Декамерона» Боккаччо
- Вилла Тати — принадлежала Бернарду Беренсону, завещана им Гарвардскому университету
- Музей Бандини — итальянская живопись и скульптура XIII—XV вв.
- Музыкальная школа Фьезоле, знаменита под своим итальянским названием Scuola di Musica di Fiesole. Среди знаменитых педагогов и учеников Мария Типо, Милан Шкампа, Филиппо Гамба, Норберт Брайнин.
- Центр по исследованиям и экспериментам в музыкальной дидактике[4]. Среди руководителей семинаров Лючия Маццеи, Паоло Цедда, Паола Ансельми, Валерий Брайнин.

## Знаменитые земляки и жители города
- Джаннотто Бастианелли (1883—1927) — итальянский музыковед, музыкальный критик и композитор.
- Барцальи, Андреа (1981) — итальянский футболист, защитник
- Ландини, Франческо (1325—1397) — итальянский композитор, поэт, певец, органист
- Лоренцо Монако (1370—1424) — флорентийский художник
- Фра Беато Анджелико (1387—1455) — итальянский живописец
- Мино да Фьезоле (1429—1484) — флорентийский скульптор
- Эрнест Шоссон (1855—1899) — французский композитор, много времени работал и жил во Фьезоле

## Города-побратимы
- Тусон (США)

## Фьезоле в литературе
- Джованни Боккаччо в произведениях «Фьезоланские нимфы», «Декамерон»
- Роберт Браунинг в поэме «Андреа дель Сарто»
- Фьезоле упоминается в стихах Блока («В нагорном Фьезоле когда-то»), в детективе Чейза «Весь мир в кармане», Кузмина («Если завтра будет солнце, мы на Фьезоле поедем»), Гумилёва («На Фьезоле, средь тонких тополей»: Фра Беато Анджелико (Гумилёв), Мильтона («Потерянный Рай», I, 304), Ремарка, («Выберусь отсюда, поеду в Италию. В Фьезоле.»), в рассказе Аверченко «Эхо церкви Феличе».